# Rosemary LaPlanche
Rosemary LaPlanche naît le 11 octobre 1923 à Los Angeles (Californie) aux États-Unis et meurt le 6 mai 1979 à Glendale (Californie). Après avoir été Miss California (en), deux années consécutives, en 1940 et 1941, elle est couronnée, Miss America 1941, après avoir été la première dauphine en 1940.

### Source de la traduction
- (en) Cet article est partiellement ou en totalité issu de l’article de Wikipédia en anglais intitulé « Rosemary LaPlanche » (voir la liste des auteurs).